# Nick Olesen
Nick Olesen (* 14. listopadu 1995 Frederikshavn) je dánský profesionální hokejista, který hraje v českém klubu Banes Motor České Budějovice. Dánsko také několikrát reprezentoval na mistrovství světa.

## Kariéra
Od svých patnácti let trénoval ve Švédsku. Následně se vrátil do Dánska. Od roku 2019 hrál ve švédské hokejové lize. Po dvou sezonách v Södertälje podepsal smlouvu s klubem Brynäs IF. Ve stejném roce si poprvé zahrál na mistrovství světa, které se konalo v Bratislavě. V klubu působil až do léta 2023, kdy odešel do klubu IK Oskarshamn.
V klubu strávil jednu sezonu. Poté odešel do české ligy, kde začal hrát za Banes Motor České Budějovice. Na začátku roku 2025 s klubem prodloužil smlouvu pro následující sezonu.

## Osobní život
Jeho mladší bratr Patrick Olesen je také hokejista.